# NOVIS Team
Het NOVIS Team is een Tsjechische schaatsploeg, gespecialiseerd in het langebaanschaatsen. Het team staat onder leiding van trainer en bondscoach Petr Novák.

## Ontstaan
NowiS ontstond toen Martina Sáblíková in 2006 had deelgenomen aan de Olympische Winterspelen in Turijn en Miroslav Vtípil deze nét niet wist te behalen. Novák had voor het volgende seizoen, 2006/2007, nieuwe junioren die naar het WK Junioren 2007 in Innsbruck konden. Het team verkreeg in de jaren erna sponsoren in de vorm van AEGON, NUTREND, Odlo en Oakley en wist hiermee de basis verder uit te bouwen. Schaatser Andrea Jirků stopte met schaatsen na seizoen 2008/2009 en na seizoen 2012/2013 ging Pavel Kulma Novák assisteren. Tot en met het najaar 2015 maakte het team tevens onderdeel uit van de skeelerselectie. Vanaf seizoen 2015/2016 naturaliseerde Sebastian Druszkiewicz zich volwaardig tot Tsjech als sparringpartner van Sáblíková. Hierna ging Kulma zich toeleggen op het trainen van junioren en kwam er een ploeg met senioren.

## Schaatsploeg 2024/2025
| Mannen           | Mannen        | Vrouwen           | Vrouwen               |
| Naam             | Specialisatie | Naam              | Specialisatie         |
| ---------------- | ------------- | ----------------- | --------------------- |
| Metoděj Jílek    | 5000 m        | Veronika Antošová | 500 m, 1000 m, 1500 m |
| Prokop Stodola   | 500 m         | Zuzana Kuršová    | 500 m, 1000 m, 1500 m |
| Tomáš Bohumský   | 1000 m        | Nikol Nepokojová  | 1500 m, 3000 m        |
| Jakub Kočí       | 500 m         | Kateřina Kainová  | 500 m                 |
| Tadeáš Procházka | 1000 m        | Martina Sáblíková | 3000 m, 5000 m        |
|                  |               | Lucie Korvasová   | 1000 m, 1500 m        |
|                  |               | Nikola Zdráhalová | 1500 m, 3000 m        |